# 케플러-62
케플러-62(Kepler-62)는 거문고자리 방향으로 지구로부터 약 1200 광년 떨어져 있는 항성이다. 이 별은 태양보다 좀 더 차갑고 크기가 작다. NASA는 항성의 앞을 통과하는 외계행성을 찾아내려는 목적으로 케플러 계획을 운영하고 있으며 케플러-62는 이 미션을 수행하기 위해 발사한 케플러 우주선의 관측시야 범위 내에 자리잡고 있다. 2013년 4월 18일 케플러-62에 다섯 개의 행성이 있음이 발표되었고 그 중 케플러-62 e와 케플러-62 f 둘은 항성의 생명체 거주가능 영역 내에 있다. 가장 바깥쪽을 도는 케플러-62 f는 암석 행성으로 보인다.

## 명칭 및 관측역사

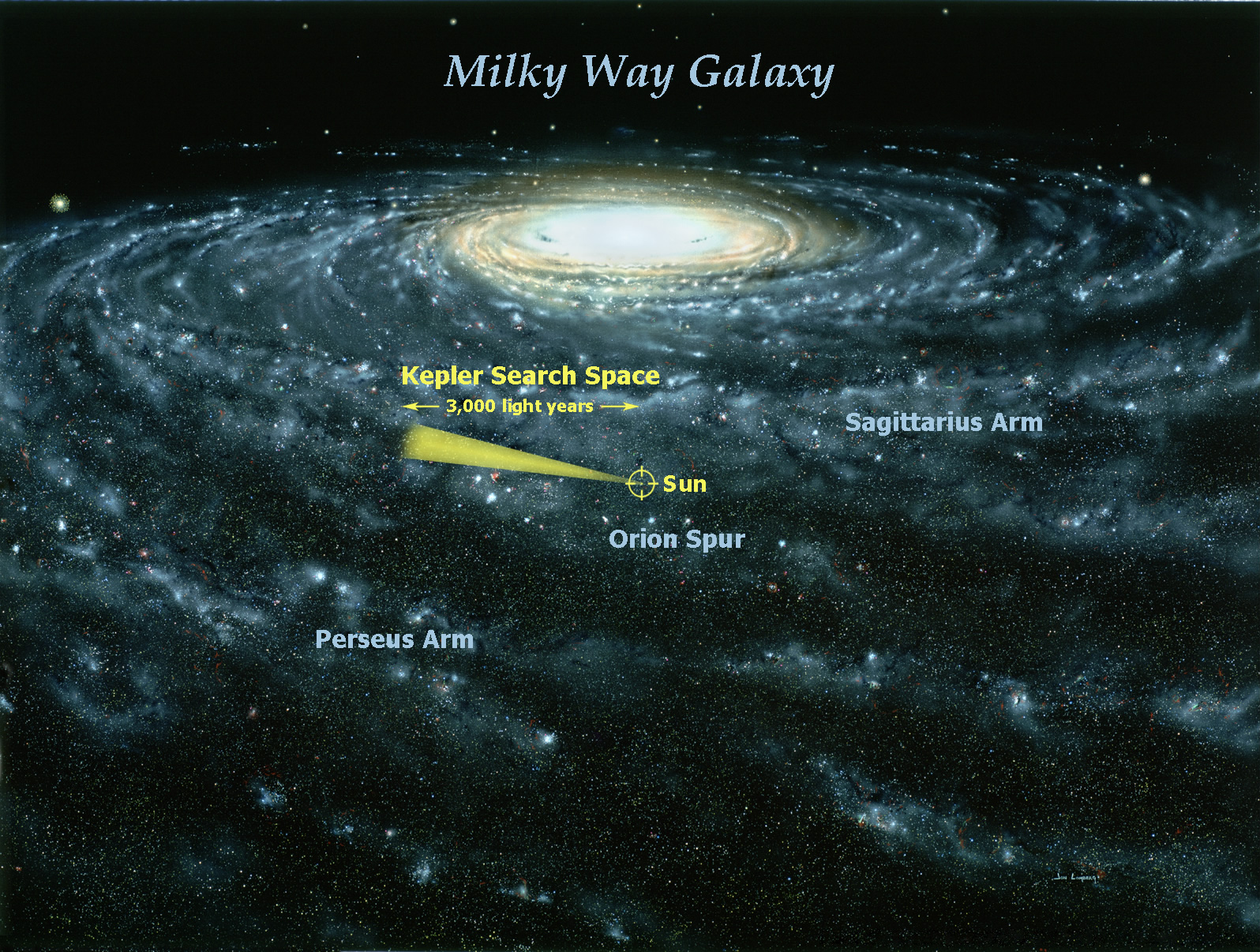
우리은하 안에서 케플러 우주 망원경이 관측하는 범위(노란색 부채꼴)를 나타낸 그림.

케플러 탐사 이전에 케플러-62에는 2MASS J18525105+4520595라는 2MASS 성표번호가 부여되어 있었다. 케플러 인풋 카탈로그(Kepler Input Catalog)에서는 KIC 9002278이 부여되어 있었으며 이 별이 항성면 통과행성을 거느리는 후보로 지목되고 나서 케플러 관심 천체(Kepler object of interest) 번호 KOI-701을 받았다.
NASA의 케플러 계획은 항성 앞을 지나가는 행성들을 발견할 목적으로 시작되었으며 케플러-62의 앞을 지나가는 것으로 추정되는 행성들 또한 이 계획 수행 중 발견되었다. 행성 발견에 이용되는 통과법(transit method)은 지구에서 바라볼 때 행성이 항성 앞을 지나가면서 별의 밝기가 살짝 약해지는 것을 이용한 것이다. 다만 '후보' 명칭을 붙인 이유는 항성의 밝기가 변하는 데에는 행성뿐 아니라 다른 원인도 작용 가능하기 때문이다.
행성 발견 논문이 통과된 뒤 케플러 팀은 이 항성에 케플러-62 명칭을 부여했다. 케플러 계획은 행성을 거느리는 것으로 예상되는 후보였다가 실제로 거느리는 것으로 검증되면 그 항성에 '케플러(Kepler)' 명칭을 붙인다. 케플러-62 또한 이러한 규칙에 따라 붙인 이름이다.
케플러 계획 탐사대상 항성을 도는 것으로 추정하는 '행성 후보'들은 발견된 순서대로 항성 이름 뒤에 ".01", ".02", ".03", ".04", ".05"...가 붙는다. 행성 후보들이 동시에 발견될 경우 공전주기가 짧은 것부터 순서대로 번호를 붙인다. 케플러 우주선은 2011년 케플러-62(당시에는 KOI-701)를 5.714932일, 18.16406일, 122.3874일 주기로 공전하는 행성 후보 셋을 발견했으며 2012년에는 12.4417일, 267.29일 주기를 갖는 행성 후보 둘을 추가로 발견했다. 행성 명칭 b, c, d, e, f는 발견한 순서대로 붙인다. 이 중 b는 어떤 별을 도는 행성 중 최초로 발견된 존재에게 붙이는 기호로 같은 계에서 추후 새로운 행성이 발견되면 로마자 소문자 기호가 순서대로 붙는다. 케플러-62의 경우 발견된 행성 전부가 동시에 공표되었기 때문에 b는 항성에서 제일 가깝고 f가 제일 멀다. 케플러-62는 케플러 관심 물체(KOI) 중 행성의 존재가 검증된 항성으로서 62 번째로 등재되었다는 뜻이다.

## 항성의 특징
케플러-62는 K형 주계열성으로 질량은 태양의 약 69%, 반지름은 64%이다. 유효온도는 4925 켈빈이며 나이는 70억 년 정도이다. 참고로 태양의 나이는 약 46억 년에 유효온도는 5778 켈빈이다.
이 별에는 철 및 기타 무거운 원소들의 함유량이 태양보다 적어 중원소함량([Fe/H])은 약 –0.37 또는 태양의 42%이다. 광도는 비슷한 분광형의 다른 별들처럼 태양의 21% 수준이다.
항성의 겉보기등급은 13.75로 너무 어두워서 맨눈으로는 볼 수 없다.

## 행성계
발견된 행성 모두 항성 앞을 통과하는데 이는 다섯 행성의 궤도가 지구에서 볼 때 모두 항성면 앞을 지나간다는 뜻이다. 이 행성들의 궤도경사각(행성들의 궤도면이 지구 관찰자의 시선방향과 이루는 각도)은 다양하나 그 크기는 1 도를 넘지 않는다. 이런 특성 덕분에 각 행성이 항성면을 통과하는 것을 관측하여 공전 주기와 상대적인 지름(어머니 별과 비교하여)을 직접 구할 수 있다.
행성들의 반지름은 지구의 0.54 ~ 1.95 배 사이이다. 특히 관심이 가는 천체는 e와 f로 이 둘은 표면이 딱딱한 암석행성이면서 생명체 거주가능 영역 안을 돌고 있을 가능성이 매우 높은 후보이다. 두 행성의 반지름은 각각 지구의 1.61, 1.41 배로 이들은 고체로 된 지구형 행성일 것이다. 케플러-62 계에서 이들의 위치는 생명체 거주가능 영역 내에 있어 표면에 액체 물이 존재할 수 있으며, 아마 행성 전체가 물로 덮여 있을 것이다. 시선속도법이나 통과 타이밍 방법(transit timing method)으로 행성 질량을 곧장 알 수 없으며 이러한 한계 때문에 행성 질량 예측치는 최댓값이 불분명해진다. 62 e와 62 f의 경우 질량 상한선은 각각 지구의 36 배, 35 배이다. 그러나 실제 질량은 이보다 훨씬 작을 것으로 보인다. 조성물 모형에 따르면, 행성을 구성하는 물질과 질량 상한선의 불확실성까지 고려할 때 다섯 행성의 실제 질량은 각각 지구의 2.1, 0.1, 5.5, 4.8, 2.8 배일 것으로 추정된다. 항성으로부터 0.22 AU(62 e와 62 f 사이) 거리에 숨겨진 행성이 있을 것으로 예상되나 아직 존재가 검증되지는 않았다.

## 사진첩
- 케플러-62 계의 행성과 생명체 거주가능 영역을 태양계 내행성들과 비교한 그림. 크기는 실제 비율이다.
- 케플러-62 f(앞)와 62 e(오른쪽 빛나는 점)는 생명체가 거주 가능한 행성 후보로 어머니 항성 케플러-62(중앙)를 돌고 있다.
- 케플러-69 c, e, f와 지구의 크기를 비교한 것. 외계 행성들의 외관은 천체예술가가 상상한 것이다.

### 내용주
1. ↑  e cos ω는 이심률 (e)과 궤도 각도의 코사인의 곱이다.(ω).
2. ↑  e sin ω 이심률 (e)과 궤도 각도의 사인의 곱이다 (ω).

### 참조주
1. 1 2 3 4  “Kepler Input Catalog search result”. Space Telescope Science Institute. 2013년 4월 18일에 확인함.
2. 1 2  Rybka, S. P.;  외. (1997). “GPM - compiled catalogue of absolute proper motions of stars in selected areas of sky with galaxies.”. Bibcode:1997KFNT...13e..70R.
3. 1 2 3 4 5 6 7 8 9 10 11 12 13 14 15 16 17 18 19 20 21 22  Borucki, William J.;  외. (2013년 4월 18일). “Kepler-62: A Five-Planet System with Planets of 1.4 and 1.6 Earth Radii in the Habitable Zone”. 《Science Express》 340: 587–90. arXiv:1304.7387. Bibcode:2013Sci...340..587B. doi:10.1126/science.1234702. PMID 23599262. 2013년 4월 18일에 확인함.
4. ↑  Johnson, Michele; Harrington, J.D. (2013년 4월 18일). “NASA's Kepler Discovers Its Smallest 'Habitable Zone' Planets to Date”. 《NASA》. 2020년 5월 8일에 원본 문서에서 보존된 문서. 2013년 4월 18일에 확인함.
5. ↑  Morton, Timothy; Johnson, John (2011년 8월 23일). “On the Low False Positive Probabilities of Kepler Planet Candidates”. 《The Astrophysical Journal》 738 (2): 170. arXiv:1101.5630. Bibcode:2011ApJ...738..170M. doi:10.1088/0004-637X/738/2/170. 2014년 3월 2일에 확인함.
6. ↑  NASA (2014년 1월 27일). “Kepler – Discoveries – Summary Table”. NASA. 2017년 4월 1일에 원본 문서에서 보존된 문서. 2014년 3월 1일에 확인함.
7. ↑  Hessman, F. V.; Dhillon, V. S.; Winget, D. E.; Schreiber, M. R.; Horne, K.; Marsh, T. R.; Guenther, E.; Schwope, A.; Heber, U. (2010). “On the naming convention used for multiple star systems and extrasolar planets”. arXiv:1012.0707 [astro-ph.SR].
8. ↑  Fraser Cain (2008년 9월 16일). “How Old is the Sun?”. Universe Today. 2011년 2월 19일에 확인함.
9. ↑  Fraser Cain (2008년 9월 15일). “Temperature of the Sun”. Universe Today. 2011년 2월 19일에 확인함.
10. ↑  “Water worlds surface: Planets covered by global ocean with no land in sight”. Harvard Gazette. 2013년 4월 18일. 2013년 4월 19일에 확인함.
11. ↑  Kaltenegger, L.; Sasselov, D.; Rugheimer, S. (October 2013). “Water Planets in the Habitable Zone: Atmospheric Chemistry, Observable Features, and the case of Kepler-62e and -62f”. 《The Astrophysical Journal》 775 (2): L47. arXiv:1304.5058. Bibcode:2013ApJ...775L..47K. doi:10.1088/2041-8205/775/2/L47. L47.
12. ↑  NASA Kepler Discovers New Potentially Habitable Exoplanets 보관됨 2019-10-21 - 웨이백 머신 Abel Mendez. April 18, 2013. Retrieved August 10, 2016.
13. ↑  Habitable Exoplanets Catalog, Planetary Habitability Laboratory. Retrieved August 10, 2016.
14. ↑  Scholkmann F (2013). “A prediction of an additional planet of the extrasolar planetary system Kepler-62 based on the planetary distances’ long-range order” (PDF). 《Progress in Physics》 4: 85–89. 2016년 4월 5일에 원본 문서 (PDF)에서 보존된 문서.

좌표:  18h 52m 51.06s, +45° 20′ 59.5″